# Nigel Barber (Schauspieler)
Nigel Barber ist ein US-amerikanischer Theater- und Filmschauspieler, Musicaldarsteller sowie Synchronsprecher.

## Leben
Barber leistete in den USA seinen Militärdienst ab. Er durchlief mehrere Schauspielkurse und ist laut eigenen Angaben seit 1968 als professioneller Schauspieler und Synchronsprecher tätig. Er ist Mitglied im Actors Equity Association (AEA), British Equity und SAG-AFTRA. Er startete als Theaterdarsteller und sammelte erste filmische Erfahrungen als Schauspieler im Klassiker Angriff der Killertomaten in einer Nebenrolle. 1986 folgte die nächste Nebenrolle im Film Eine total verrückte Formel. Im Januar 1988 wirkte er in Theaterstücken in der Algarve als Schauspieler mit. Nach mehrjähriger Pause, begann er ab 2012 wieder verstärkt in Fernseh- und Filmproduktionen mitzuwirken.
2014 verkörperte er im Katastrophenfernsehfilm Firequake: Die Erde fängt Feuer die männliche Hauptrolle des Declan Glas. Außerdem spielte er in der Rolle des Frank im Bühnenstück A Hard Rain im Above The Stag in London auf. Für das Adelphi-Theater wirkte er zusätzlich in The Bodyguard – The Musical mit. Für seine Verkörperung der Hauptrolle James Arthur Ray in Hearts On Fire wurde er für seine dortigen Leistung beim Edinburgh Festival als bester Hauptdarsteller nominiert. Das Magazin Broadway Baby schreib dazu, dass „der brillante Nigel Barber als Ray mit einer leidenschaftlichen, glasigen Wahnvorstellung  spricht, deren Auswirkungen erschreckend anzusehen sind“. Im Folgejahr übernahm er unter anderen die Rolle des überforderten Bürgermeisters in Lake Placid vs. Anaconda, die Rolle des umstrittenen Admiral Black im Tierhorrorfernsehfilm Roboshark sowie eine Nebenrolle im Kinofilm James Bond 007: Spectre.

## Filmografie
- 1978: Angriff der Killertomaten (Attack of the Killer Tomatoes)
- 1986: Eine total verrückte Formel (Happy Hour)
- 2012: Aircrash Confidential (Fernsehdokuserie, Episode 2x05)
- 2012: Sekunden vor dem Unglück (Seconds from Disaster) (Fernsehdokuserie, Episode 6x02)
- 2012: The Underwater Realm (Kurzfilm)
- 2012: Pieces (Kurzfilm)
- 2013: The Sweeter Side of Life (Fernsehfilm)
- 2013: Killing Oswald (Dokumentation)
- 2013: Carpe Diem (Kurzfilm)
- 2014: Lifted (Kurzfilm)
- 2014: Obligate Symbiosis (Kurzfilm)
- 2014: Quarter to Kill (Kurzfilm)
- 2014: Sunday Night at the Palladium (Fernsehserie, Episode 1x01)
- 2014: Firequake: Die Erde fängt Feuer (Firequake) (Fernsehfilm)
- 2014: The Radical (Kurzfilm)
- 2014–2015: 50 Ways to Kill Your Lover (Fernsehserie, 2 Episoden)
- 2015: Partisan
- 2015: Lake Placid vs. Anaconda (Fernsehfilm)
- 2015: Catch 22 (Kurzfilm)
- 2015: Welcome to Karachi
- 2015: Inquest of Desire (Kurzfilm)
- 2015: Roboshark (Fernsehfilm)
- 2015: Mission: Impossible – Rogue Nation
- 2015: In Limbo (Kurzfilm)
- 2015: You, Me and the Apocalypse  (Mini-Serie, Episode 1x02)
- 2015: James Bond 007: Spectre
- 2015: Capsule
- 2015: Storey
- 2015: Another Love (Kurzfilm)
- 2016: StreetDance: New York
- 2016: Sniper: Ghost Shooter
- 2016: God Have Mercy (Kurzfilm)
- 2016: Robert 2 – Die Rückkehr der Teufelspuppe (The Curse of Robert the Doll)
- 2016: Eat Me! (Kurzfilm)
- 2017: The Telephone (Kurzfilm)
- 2017: Mad to Be Normal
- 2017: Dropkick (Kurzfilm)
- 2017: Metamorphosis A.D.
- 2017: Dillon Jones: Former Child Star (Fernsehserie, Episode 2x01)
- 2017: The Beyond
- 2017: Fear the Unknown Men (Kurzfilm)
- 2017: Day Rises. I Fall.
- 2018: Crystal Inferno
- 2018: The Power of One Coin (Kurzfilm)
- 2018: Rosamunde Pilcher – Wo Dein Herz wohnt
- 2018: Funny Girl
- 2018: Kill O’Clock (Kurzfilm)
- 2018: Dead Destination
- 2018: The Doorman (Kurzfilm)
- 2018: Starman (Kurzfilm)
- 2018: O Mary Bloody Mary (Kurzfilm)
- 2019: Cheating Charlie (Kurzfilm)
- 2020: The Host
- 2020: Hamilton – Undercover in Stockholm (Hamilton) (Fernsehserie, 4 Episoden)
- 2020: Battlesuit (Kurzfilm)
- 2020: Barmy Dale Podcast (Fernsehserie, Episode 1x01)
- 2020: A Killer Next Door
- 2020: A Simple Robbery (Kurzfilm)
- 2020: Hopewoods (Kurzfilm)
- 2020: Brothers by Blood
- 2021: October Spies
- 2021: The Machines That Built America (Fernsehserie, 3 Episoden)

## Synchronisation
- 2014: The Crew (Videospiel)
- 2015: Laugh Out Loud Sketch Show (Fernsehserie, Episode 1x06, Sprechrolle)
- 2017: Horizon Zero Dawn (Videospiel)
- 2017: Horizon Zero Dawn: The Frozen Wilds (Videospiel)
- 2017: Into the Black (Videospiel)
- 2018: The Crew 2 (Videospiel)

## Theater
- 2012: Hearts on Fire, Regie: Ali Boag (Peculius Stage)
- 2014: A Hard Rain, Regie: Tricia Thorns (Above The Stag)
- 2014: Jeff Wayne’s The War of the Worlds, Regie: Micha Bergese (Live Nation)
- The Boys in the Band, Regie: L B Cutler (Off Broadway Theatre) San Diego, Kalifornien
- Lenny, Regie: John Bowab (Off Broadway Theatre) San Diego, Kalifornien
- After The Fall, Regie: Arther J. Noll (Apolliao Theatre)
- The Gingerbread Lady, Regie: Arther J. Noll (Apolliao Theatre)
- Time of Your Life, Regie: Priscilla Morgan (Teatro Lethes)
- The Real Inspector Hound, Regie: Priscilla Morgan (Teatro Lethes)
- Twelfth Night, Regie: Priscilla Morgan (Teatro Lethes)